# Meruňka japonská
Meruňka japonská (Prunus mume) je druh stromu z rozsáhlého rodu slivoň (Prunus). Pochází z východní Asie, kde je široce pěstována a velmi oceňována coby stará kulturně významná, okrasná a ovocná dřevina.

## Popis
Je to nízký, opadavý, obvykle hustě zavětvený strom, zřídka i keř, dorůstající výšek pouze 4–10 metrů. Na rozdíl od jiných slivoní jde o dlouhověkou dřevinu, existují jedinci staří údajně až tisíc let. Listy jsou vejčité nebo eliptické, špičaté, s jemně pilovitým okrajem, 4–8 cm dlouhé a 2–5 cm široké. Raší až po odkvětu. Květy jsou oboupohlavné, s pěti korunními plátky a kalichem formujícím úzkou češuli. Květy mají v průměru zhruba 2–2,5 cm, jsou sytě růžové, načervenalé nebo bílé a výrazně voní. Plodem je peckovice o průměru asi 2–3 cm, s boční rýhou, ve zralosti žlutá nebo načervenalá, se žlutou dužinou, dozrávající v časném létě.

## Rozšíření
Původní oblastí výskytu této slivoně je pravděpodobně jihovýchodní Čína, odkud však byla rozšířena do většiny Číny, Koreje, severní Indočíny, do Japonska a na Tchaj-wan. V přírodě roste v řídkých lesích a křovinách, na stráních, v porostech podél potoků a cest, místy až do nadmořských výšek 1700–3100 m. Jako okrasná dřevina je pěstována v mírném pásu celosvětově, včetně České republiky, v evropských podmínkách je však náchylnější na houbová onemocnění.

## Pěstování
Sadovnicky je meruňka japonská ceněna především pro své kvetení. Rozkvétá již brzy na jaře jako jeden z prvních stromů (v českém prostředí zhruba polovina března, ve své domovině již v lednu a únoru). Vyšlechtěno bylo přes 300 kultivarů včetně plnokvětých odrůd. Na pěstování je poměrně nenáročná, pro dobrý růst potřebuje především dobře propustnou půdu a slunečné umístění. Množí se semeny, která je nutno stratifikovat a mají dosti malou klíčivost, nebo řízky; kultivary bývají roubovány na podnože z myrobalánu (Prunus cerasifera).

## Využití

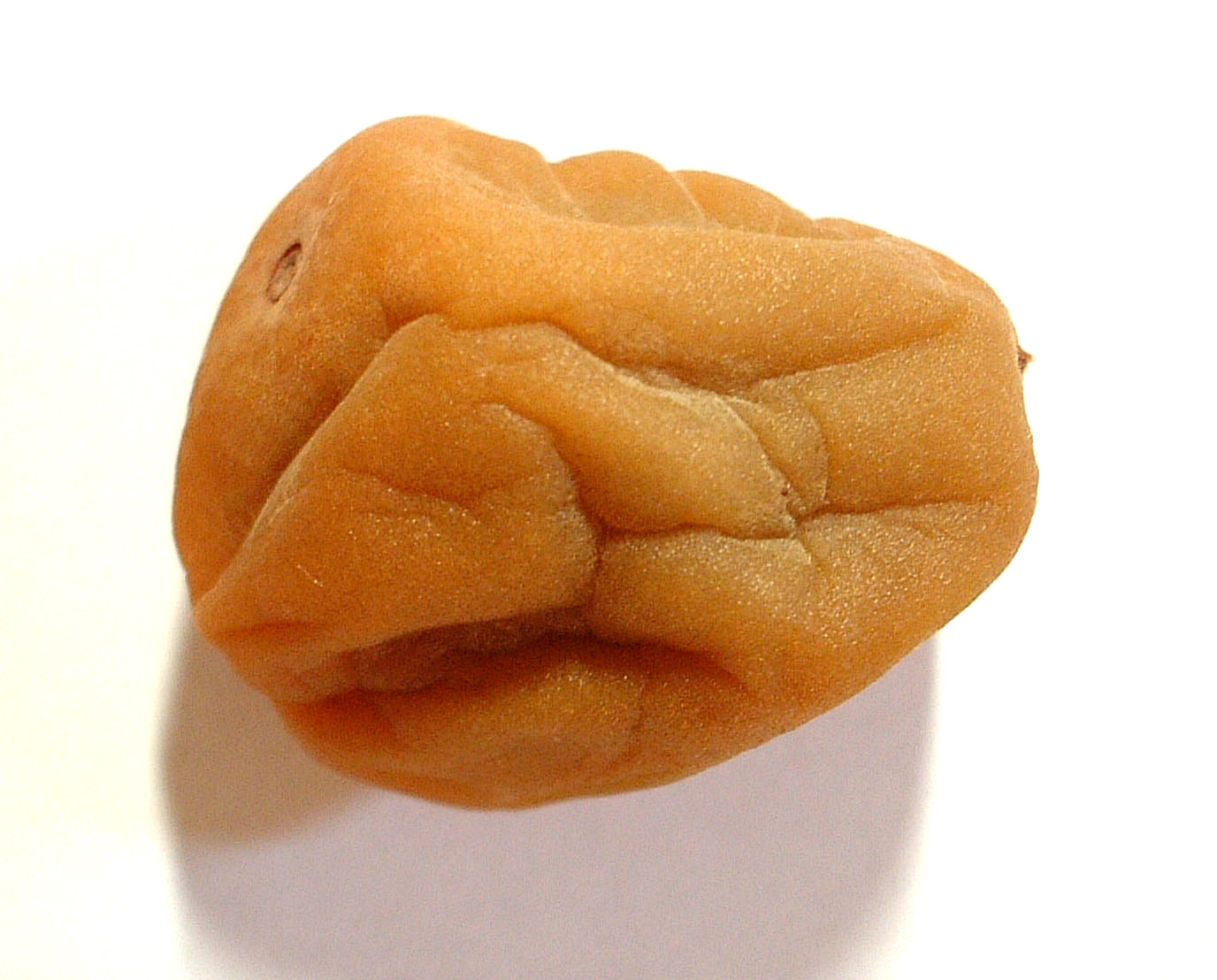
Umeboši

Japonská meruňka má všestranné využití v tradiční východoasijské kuchyni a medicíně, využívány jsou na výrobu ovocných šťáv, omáček, džemů, sirupů, dochucovadel a likérů. Z nakuřovaných (uzených) a poté vařených plodů se vyrábí čínský nápoj suanmeitang, proslulé je též ovocné víno umešu vyráběné z čerstvého ovoce naloženého s cukrem do rýžové pálenky šóčú. Nezralé plody nakládané v soli, cukru a koření jsou známé jako umeboši, při jejich fermentaci vzniká tzv. umeocet, běžně dostupný i v českých obchodech. Z květů se vaří čaj nebo se používají jako dochucovadlo, například do korejských palačinek hwajeon.
Medicínskými studiemi bylo prokázáno účinné antiseptické působení extraktů z japonské meruňky, mj. proti bakteriím Helicobakter pylori, způsobujícím žaludeční vředy a zažívací obtíže.

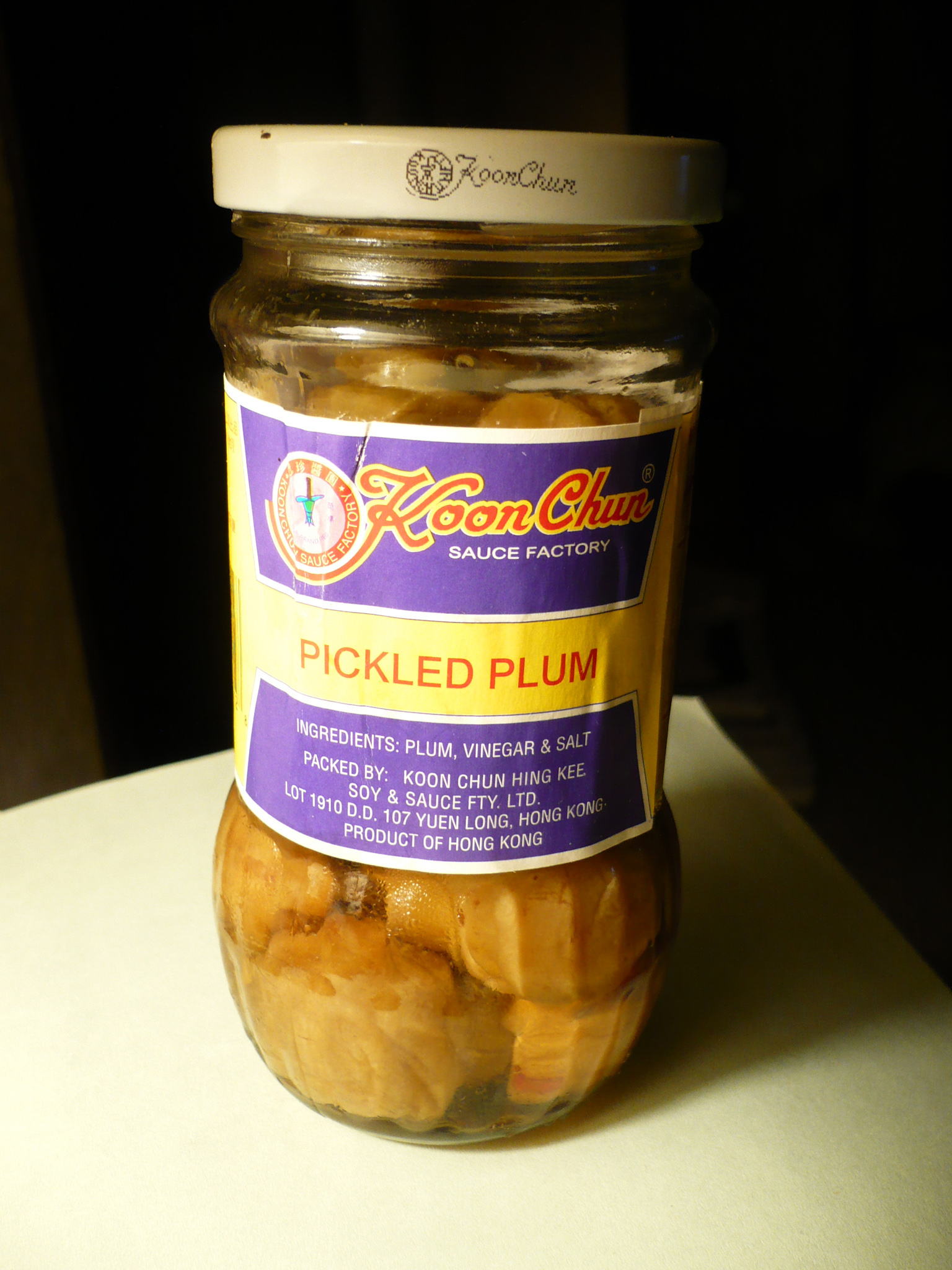
Suanmeizi – japonské meruňky nakládané ve slaném nálevu s octem

## Kulturní význam
Ve staré Číně byla tato meruňka jednou z nejoblíbenějších rostlin a častokrát vyobrazována v umění a poezii. Její půvabné, příjemně vonící květy, rozkvétající mezi prvními dřevinami, často i pod sněhem, byly považovány za symbol vytrvalosti, naděje, ale též krásy, čistoty a její křehkosti a pomíjivosti, a dodnes jsou ve velkém veřejně obdivovány v rozkvetlých parcích. V konfucionismu byly symbolem počestnosti a dobrých mravů. V tradiční čínské ikonografii je zařazována mezi tzv. „Tři přátele zimy“ spolu s borovicí a bambusem a také mezi Čtyři květiny ročních období (jaro – orchidej, léto – lotos, podzim – chryzantéma, zima – meruňka ume) a spolu s nimi často malována při nejrůznějších příležitostech.
V Japonsku je meruňka ume vedle sakury nejoblíbenějším symbolem jara, a tedy jedním z hlavních protagonistů svátku hanami. Platí též za ochránce proti zlým duchům, proto je v zahradách tradičně vysazována do severozápadního kouta, odkud má zlo obvykle přicházet. Pojídání jejích nakládaných plodů má pomoci odvrátit neštěstí. Pěstuje se též jako bonsaj.
Národní květinou je meruňka ume na Tchaj-wanu, kde je zobrazena na mnoha státních symbolech včetně mincí nebo národních aerolinek.

## Galerie

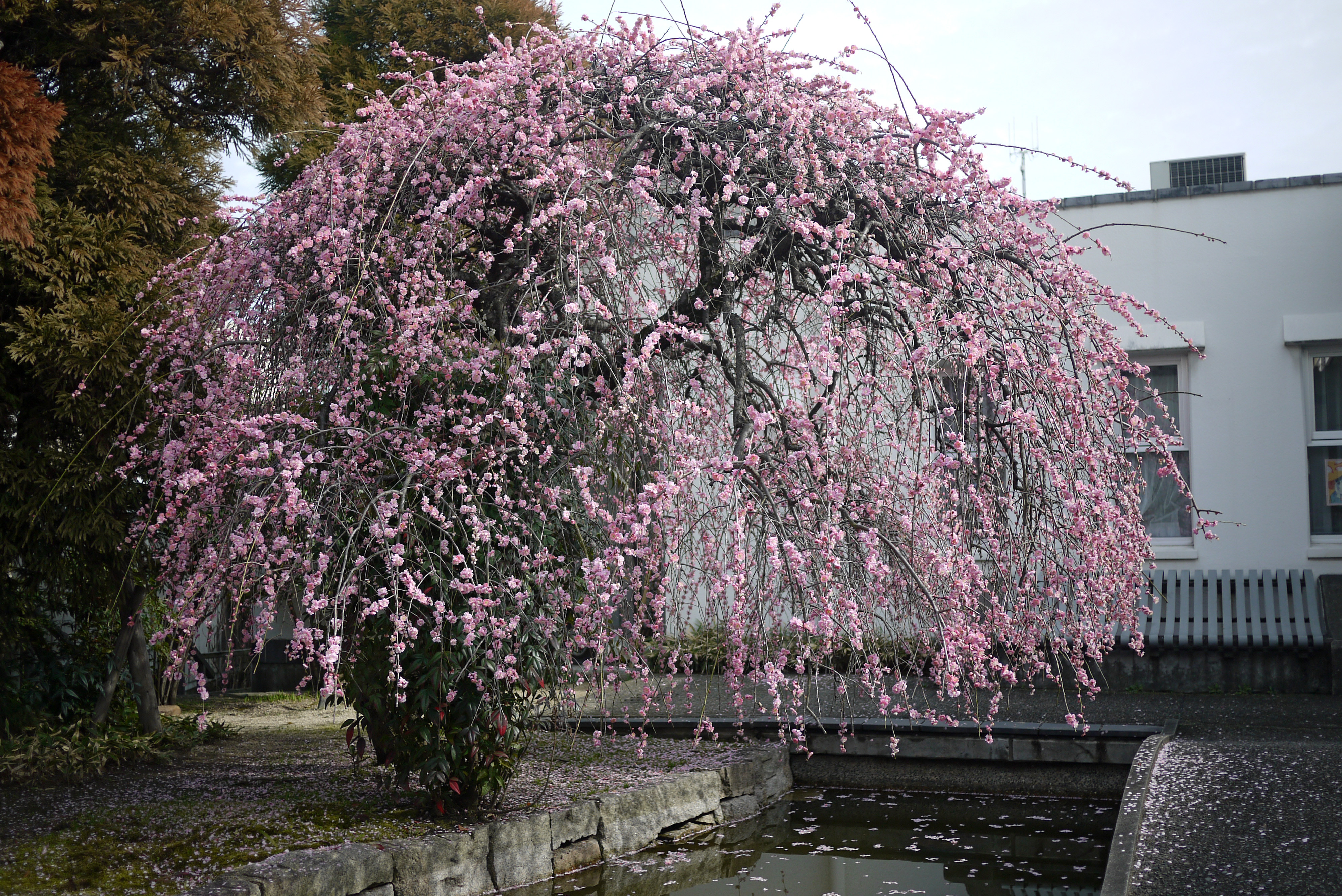
Převislý kultivar
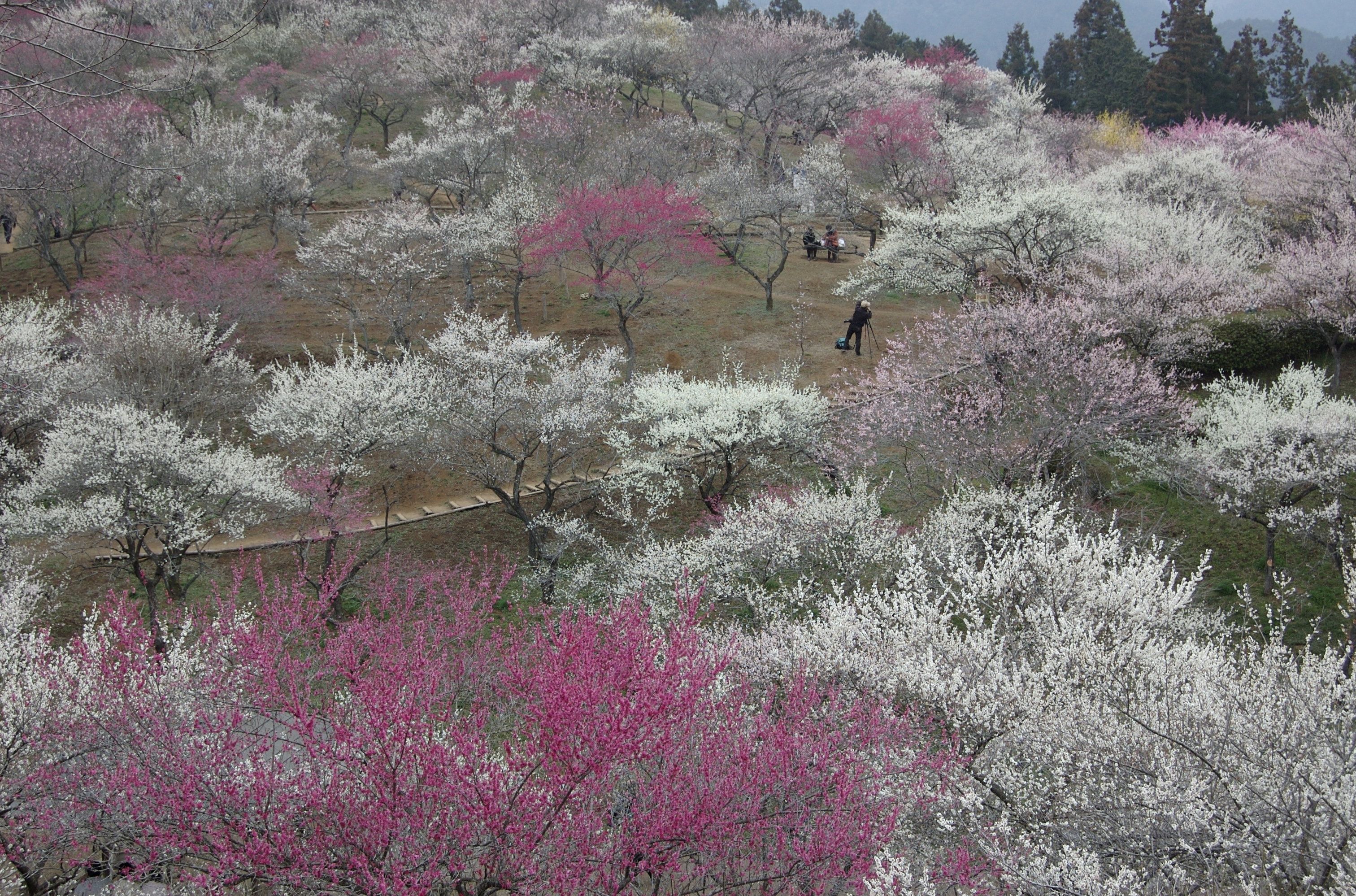
Rozkvetlý sad různých kultivarů ume v Japonsku
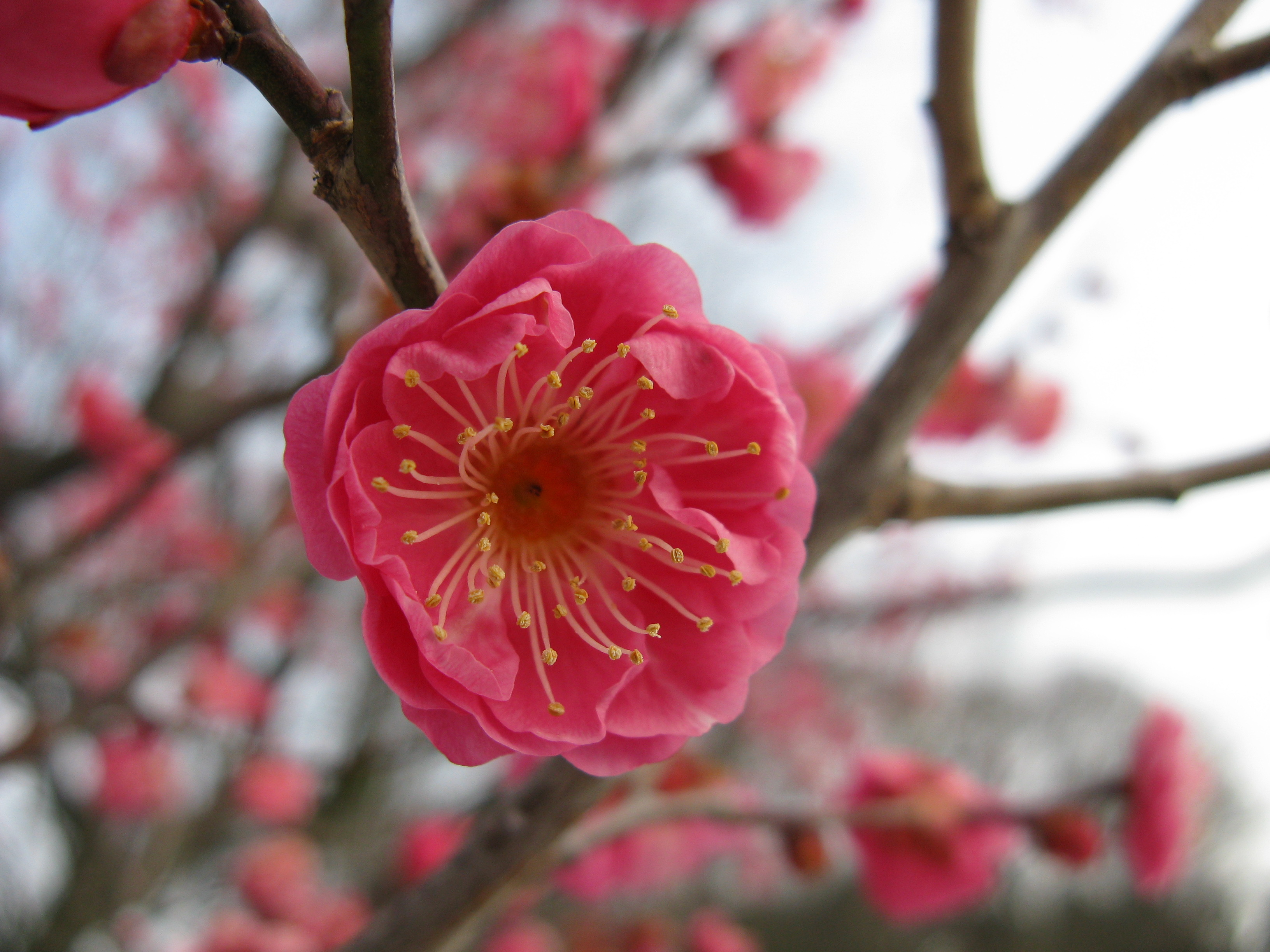
Červenokvětý kultivar
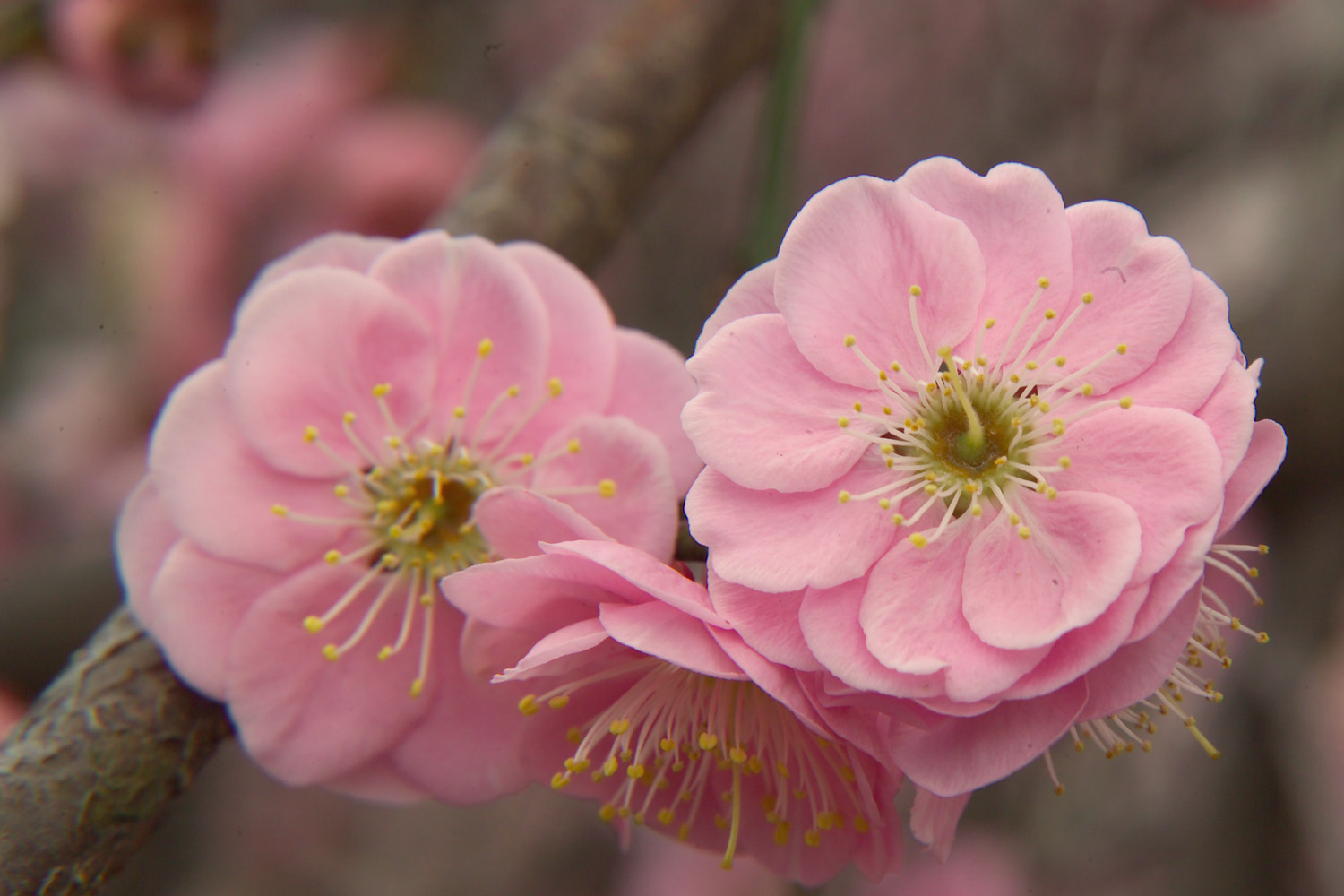
Plnokvětá růžová odrůda
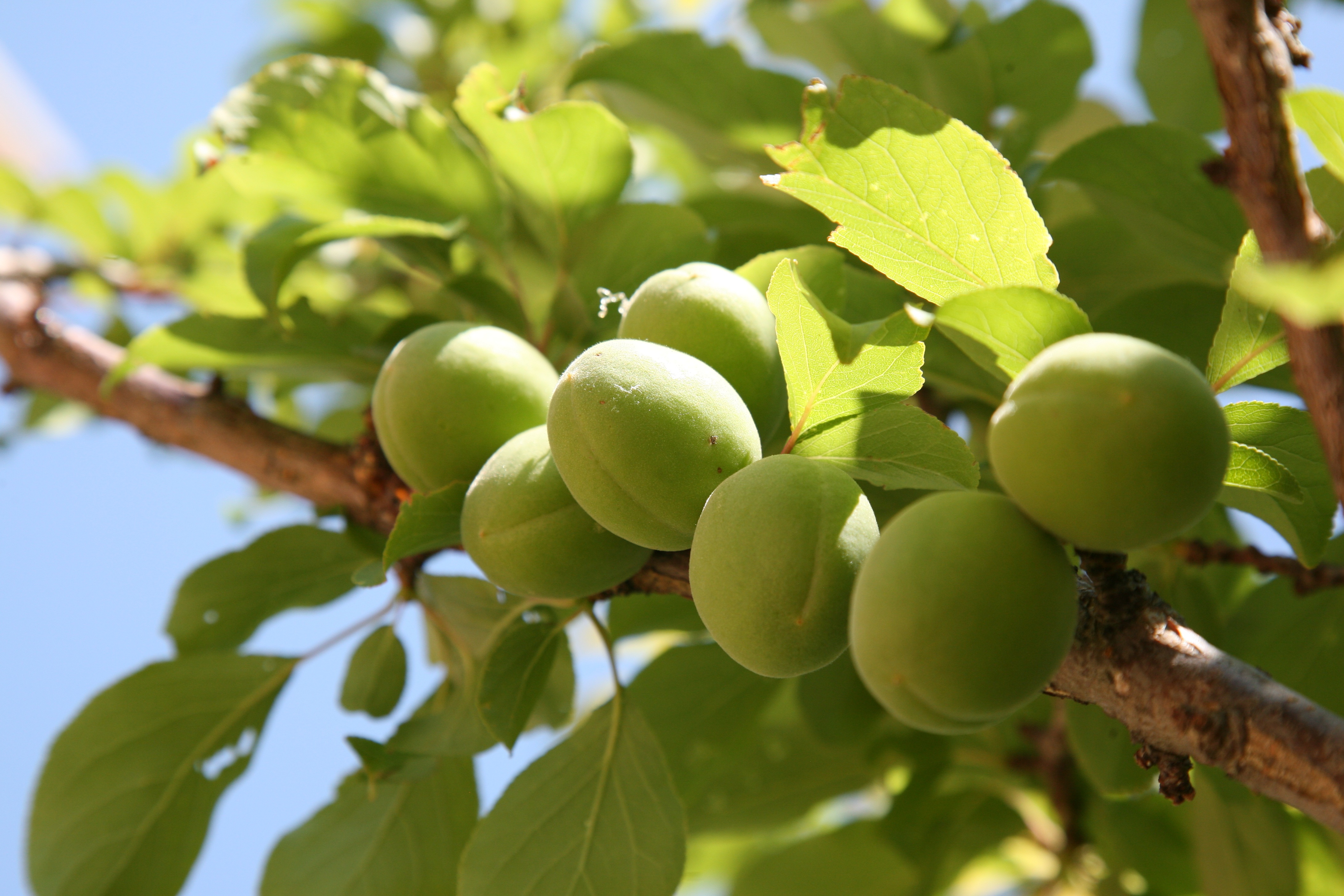
Dozrávající plody
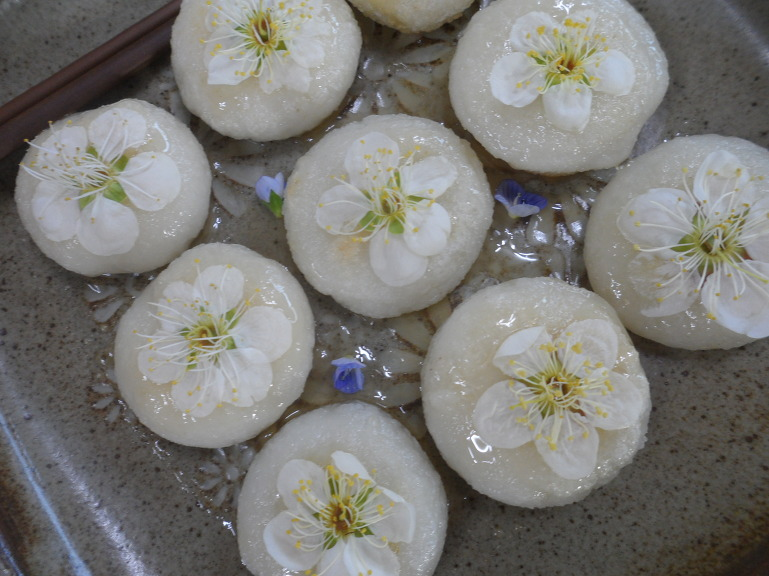
Korejský pokrm Maehwajeon s květy meruňky ume
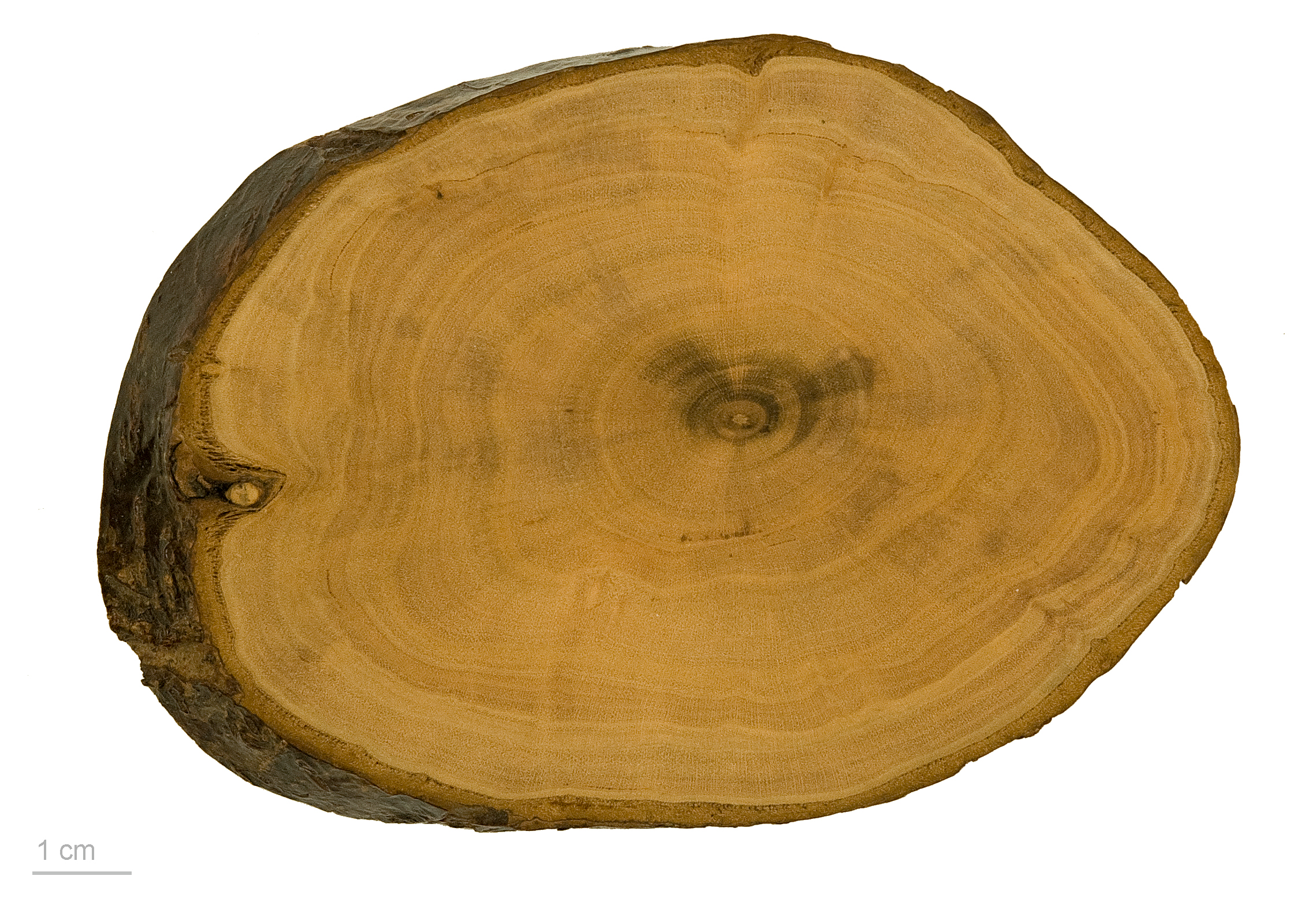
Dřevo